# Moosbach (Lüder)
Der Moosbach ist ein kleiner Mittelgebirgsbach im Vogelsberg in Hessen. Der Bach entspringt westlich von Ober-Moos und durchfließt die Orte Ober-Moos, Nieder-Moos, Metzlos, Metzlos-Gehaag, Wünschen-Moos und Zahmen. Außerdem speist der Moosbach den Ober-Mooser und Nieder-Mooser See. Zwischen den Orten Zahmen und Blankenau mündet der Moosbach in die Lüder.
In naher Zukunft sollen große Teile des Moosbaches renaturiert werden, um mehr heimische Tierarten anzusiedeln. Momentan sind dort besonders Forellen, Flusskrebse und Kleinstlebewesen zu finden.
Der Moosbach ist auch Namensgeber für schöne Rad- und Wanderwege und das Tal, in welchem er fließt.